# ピアノ三重奏曲第6番 (ベートーヴェン)
ピアノ三重奏曲第6番（ピアノさんじゅうそうきょくだいろくばん）変ホ長調 作品70-2は、ルートヴィヒ・ヴァン・ベートーヴェンが1808年に作曲した6番目のピアノ三重奏曲である。エルデディー伯爵夫人マリーに献呈されている。初版譜は1809年6月及び8月に、ライプツィヒのブライトコップ＆ヘルテル社から出版された。1808年12月にエルデディー伯爵夫人の家で、ベートーヴェンのピアノ、シュパンツィヒのヴァイオリン、リンケのチェロで初演された。

## 楽曲構成
全4楽章から構成される。

### 第1楽章
序奏：ポコ・ソステヌート、4分の4拍子。主部：アレグロ・マ・ノン・トロッポ、変ホ長調、8分の6拍子。
序奏は、チェロ、ヴァイオリン、ピアノと受け継がれるカノン的書法で、調性が明確に示されない。テンポを速めて、第1主題が弦楽器で提示される。第1主題に基づく発展的経過句が進むと、序奏の性格をもつ楽句が現れ、これに続いてピアノが変ロ長調で第2主題を提示する。この序奏の楽句は、第1楽章を通して、第1、第2主題の直前に必ず現れる。

### 第2楽章
アレグレット、ハ長調、4分の2拍子。この楽章はロンド形式的な6つの部分とコーダからなっている。ピアノの導入に続いて、トゥッティで第1主題が提示される。この第1主題は、ハ短調の第2主題を挟んで2回奏され、その後に第3主題がハ短調で提示されるが、やがて第2主題の変奏となる。コーダは第1主題を用いた短いもので、最後はハ短調で終わる。

### 第3楽章
アレグレット・マ・ノン・トロッポ、変イ長調、4分の3拍子。ピアノ伴奏にのってヴァイオリンが主題を歌う。トリオは変ホ長調で、ピアノが呼びかけ、ヴァイオリンが応える。再び最初の主題が戻ってきた後、コラール風な響きをもつ弦楽器の二重奏にピアノが応える第2のトリオがくる。

### 第4楽章
フィナーレ、アレグロ、変ホ長調、4分の2拍子。ピアノによる導入で始まり、弦楽器がそれに応えて和音を奏する。この序奏に続いて、第1主題がピアノで提示される。第2主題はト長調で、装飾を伴った動機で始まり、リズミックに上行する。展開部は、序奏の素材を中心に展開される。